# خوزه فرناندو رودیلا
خوزه فرناندو رودیلا (انگلیسی: José Fernando Rodilla؛ زادهٔ ۳ مارس ۱۹۵۰) بازیکن فوتبال اهل اسپانیا است.
از باشگاه‌هایی که در آن بازی کرده‌است می‌توان به باشگاه فوتبال رئال وایادولید، باشگاه فوتبال سابادل، و باشگاه فوتبال سلتاویگو اشاره کرد.
وی همچنین در تیم‌های ملی فوتبال زیر ۲۳ سال اسپانیا و اسپانیا بازی کرده‌است.